# 帕派什通
帕派什通（法語：Papaichton，亦作，法語發音：[papajʃtɔ̃]），又称蓬皮杜维尔（Pompidouville，[pɔ̃piduvil]），是法国海外省法属圭亚那的一个市镇，属于马罗尼河畔圣洛朗区。该市镇总面积为2,628平方千米，是法国面积第十大市镇。

## 地理
帕派什通（3°48'35"N, 54°8'56"W）面积2,628平方千米，位于法国海外省法属圭亚那。
与帕派什通接壤的市镇（或旧市镇、城区）包括：馬納、萨于勒、马里帕苏拉、格朗桑蒂。
帕派什通的时区为UTC−03:00。

## 行政
帕派什通的邮政编码为97316，INSEE市镇编码为97362。

## 政治
帕派什通的现任市长为朱尔·德伊（Jules Deie）先生，任期为2020-2026年。

## 人口

1962-2008年间帕派什通人口变化图示

帕派什通于2022年1月1日时的人口数量为5530人。